# Per Anders Sandgren
Per Anders Sandgren, född 1966, är en präst i Svenska kyrkan som främst verkat i Visby stift (bland annat som domkyrkokaplan, militärdistriktspastor och stiftsprost). Mellan 2007 och 2011 var han kyrkoherde för Svenska kyrkan i Australien och Nya Zeeland. Sedan 2013 är han kyrkoherde i Svenska Margaretaförsamlingen, Oslo. Han har under många år varit ersättare för biskopen i Kyrkostyrelsens råd för Svenska kyrkan i utlandet.
2023 valdes han till ordförande (styreleder) för Norges Kristne Råd .
Per Anders Sandgren avlade teologie kandidatexamen vid Lunds universitet 1990, teologie licentiatexamen 1999 vid samma universitet samt magisterexamen i ledarskap vid Uppsala universitet 2006.
Sandgren utnämndes till prost honoris causa 2005 och var preses vid Visby Stifts medarbetarmöte 2009 med inledande präst- och diakonmöte. Till mötet skrev han en prästmötesavhandling som behandlar ämnet medarbetarskap ur ett teologiskt och pastoralt perspektiv.
Licentiatuppsatsen (framlagd vid forskarseminariet för kyrko- och samfundsvetenskap) behandlade frågan om värnpliktigas erfarenheter av militärsjälavård under sin värnpliktstid.